# Colchester (circonscription britannique)
Pour les articles homonymes, voir Colchester (homonymie).
Circonscription parlementaire de la Chambre des communes
La circonscription de Colchester est une circonscription électorale anglaise située dans l'Essex et représentée à la Chambre des communes du Parlement britannique.

## Géographie
La circonscription comprend:
- La ville de Colchester

## Députés
Les Members of Parliament (MPs) de la circonscription sont:
La circonscription apparue en 1295 et représentée par deux députés dont Thomas Audley (1523-1529), Richard Rich (1529-1536), Harbottle Grimston (1640-1648), John Morden (1695-1698), Charles Gray (1742-1755 et 1761-1780), Edmund Affleck (1782-1788), George Tierney (1788-1790), George Jackson (1790-1796), Daniel Whittle Harvey (1818-1820 et 1826-1835), Henry Baring (1820-1826), John Manners (1850-1857), Taverner John Miller (1857-1867), Richard Causton (1880-1885) et Herbert Mackworth-Praed (1874-1880).
1885-1983
| Législature                                                   | Années    | Député                   | Député                   | Parti        |
| ------------------------------------------------------------- | --------- | ------------------------ | ------------------------ | ------------ |
| Colchester                                                    |           |                          |                          |              |
| 23e                                                           | 1885–1886 |                          | Henry John Trotter       | Conservateur |
| 24e                                                           | 1886–1888 |                          | Henry John Trotter       | Conservateur |
| 24e                                                           | 1888-1892 | Lord Brooke              |                          | Conservateur |
| 25e                                                           | 1892–1895 | Herbert Naylor-Leyland   |                          | Conservateur |
| 26e                                                           | 1895–1900 |                          | Weetman Pearson          | Libéral      |
| 27e                                                           | 1900–1906 |                          | Weetman Pearson          | Libéral      |
| 28e                                                           | 1906–1910 |                          | Weetman Pearson          | Libéral      |
| 29e                                                           | 1910–1910 |                          | Laming Worthington-Evans | Conservateur |
| 30e                                                           | 1910–1918 |                          | Laming Worthington-Evans | Conservateur |
| 31e                                                           | 1918–1922 |                          | Laming Worthington-Evans | Conservateur |
| 32e                                                           | 1922–1923 |                          | Laming Worthington-Evans | Conservateur |
| 33e                                                           | 1923–1924 |                          | Laming Worthington-Evans | Conservateur |
| 34e                                                           | 1924–1929 |                          | Laming Worthington-Evans | Conservateur |
| 35e                                                           | 1929–1931 | Oswald Lewis             |                          | Conservateur |
| 36e                                                           | 1931–1935 | Oswald Lewis             |                          | Conservateur |
| 37e                                                           | 1935–1945 | Oswald Lewis             |                          | Conservateur |
| 38e                                                           | 1945–1950 |                          | Charles Delacourt-Smith  | Travailliste |
| 39e                                                           | 1950–1951 |                          | Cuthbert Alport          | Conservateur |
| 40e                                                           | 1951–1955 |                          | Cuthbert Alport          | Conservateur |
| 41e                                                           | 1955–1957 |                          | Cuthbert Alport          | Conservateur |
| 42e                                                           | 1959–1961 |                          | Cuthbert Alport          | Conservateur |
| 42e                                                           | 1961-1964 | Philip Antony Fyson Buck |                          | Conservateur |
| 43e                                                           | 1964–1966 | Philip Antony Fyson Buck |                          | Conservateur |
| 44e                                                           | 1966–1970 | Philip Antony Fyson Buck |                          | Conservateur |
| 45e                                                           | 1970–1974 | Philip Antony Fyson Buck |                          | Conservateur |
| 46e                                                           | 1974–1974 | Philip Antony Fyson Buck |                          | Conservateur |
| 47e                                                           | 1974–1979 | Philip Antony Fyson Buck |                          | Conservateur |
| 48e                                                           | 1979–1983 | Philip Antony Fyson Buck |                          | Conservateur |
| Remplacée par Colchester North et South Colchester and Maldon |           |                          |                          |              |

Depuis 1997
| Législature                                                | Années        | Député | Député      | Parti               |
| ---------------------------------------------------------- | ------------- | ------ | ----------- | ------------------- |
| Recréée de South Colchester and Maldon et Colchester North |               |        |             |                     |
| 52e                                                        | 1997–2001     |        | Bob Russell | Libéraux-démocrates |
| 53e                                                        | 2001–2005     |        | Bob Russell | Libéraux-démocrates |
| 54e                                                        | 2005–2010     |        | Bob Russell | Libéraux-démocrates |
| 55e                                                        | 2010–2015     |        | Will Quince | Conservateur        |
| 56e                                                        | 2015–2017     |        | Will Quince | Conservateur        |
| 57e                                                        | 2017–2019     |        | Will Quince | Conservateur        |
| 58e                                                        | 2019–2024     |        | Will Quince | Conservateur        |
| 59e                                                        | 2024–en cours |        | Pam Cox     | Travailliste        |

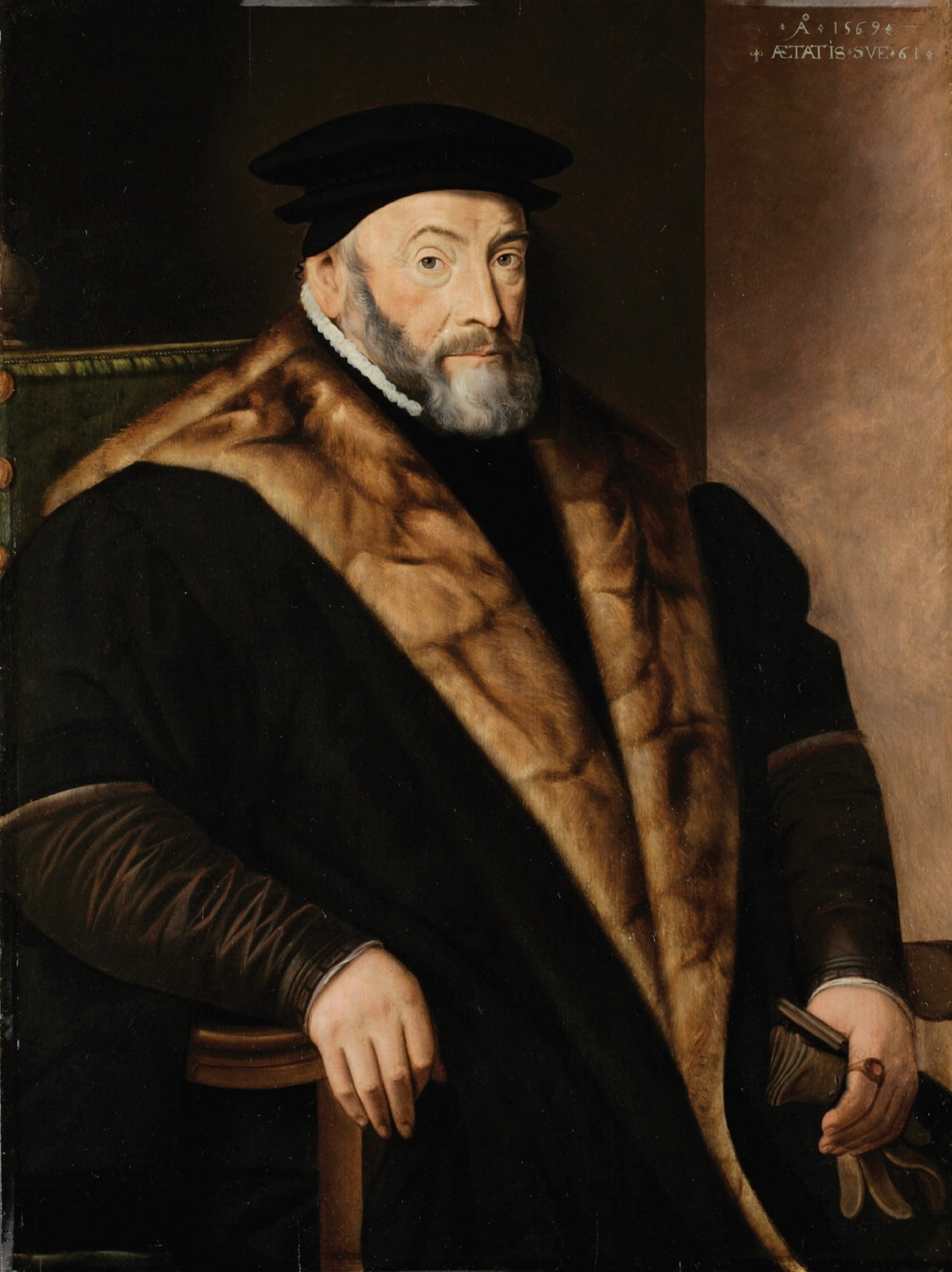
Thomas Audley (1523-1529)
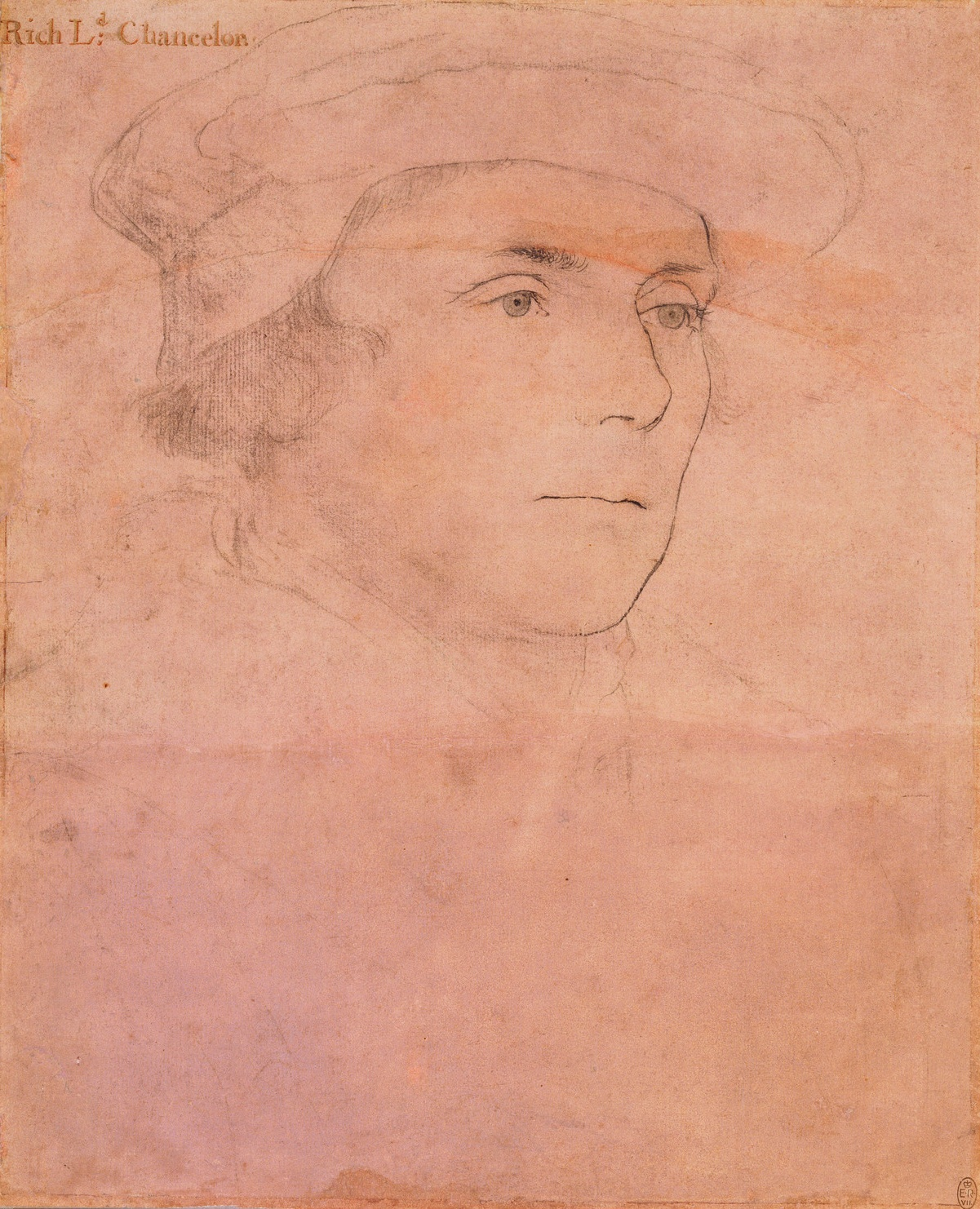
Richard Rich (1529-1539), par Hans Holbein le Jeune
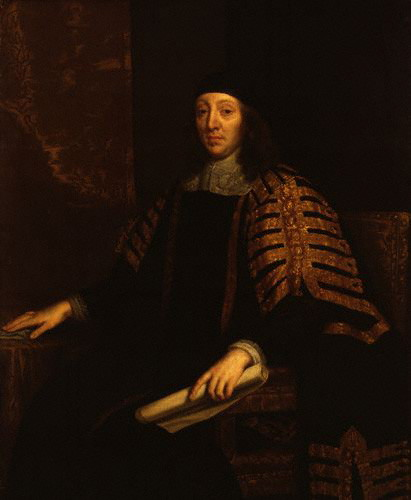
Harbottle Grimston (1640-1648), avec la robe de Master of the Rolls
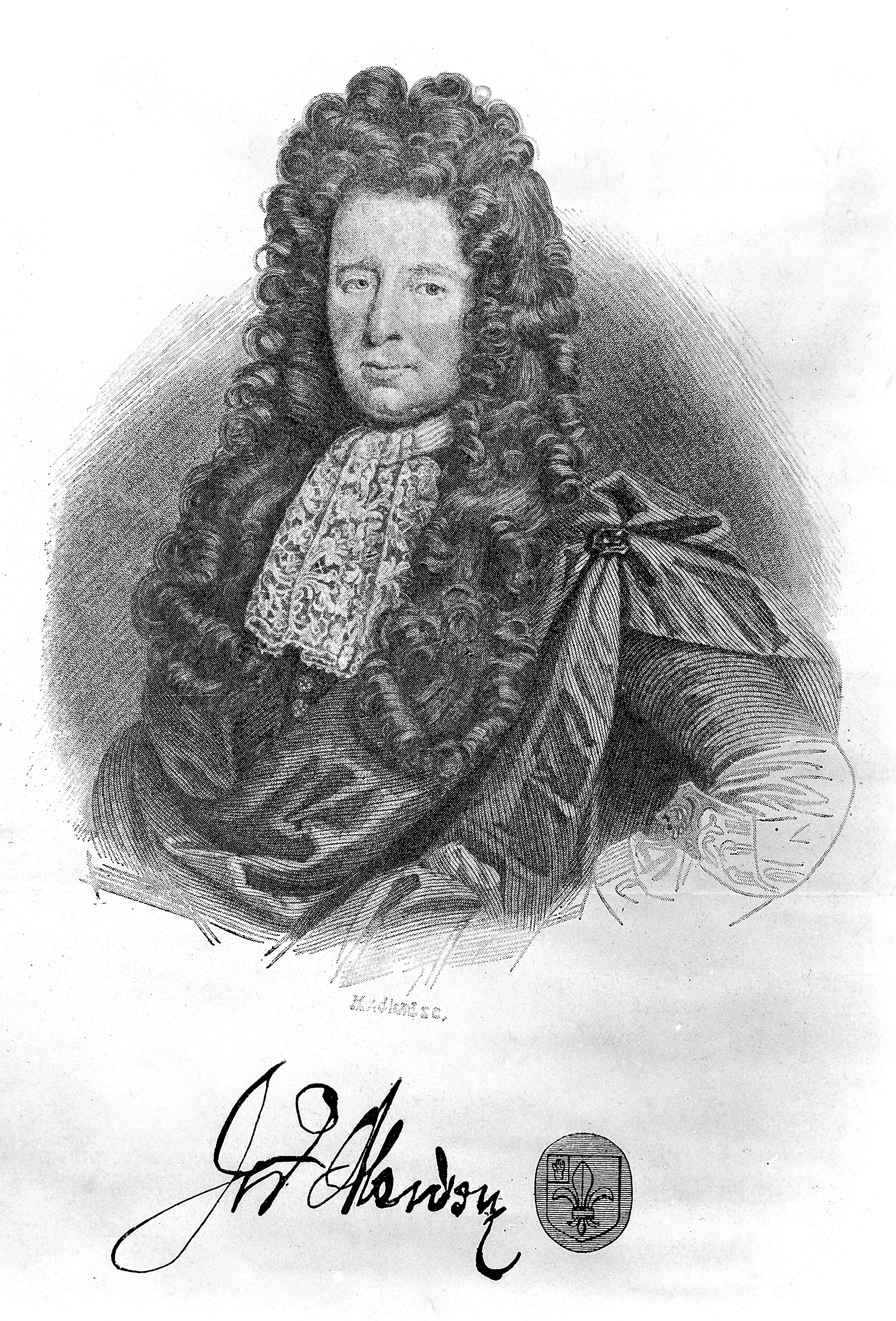
John Morden (1695-1698)
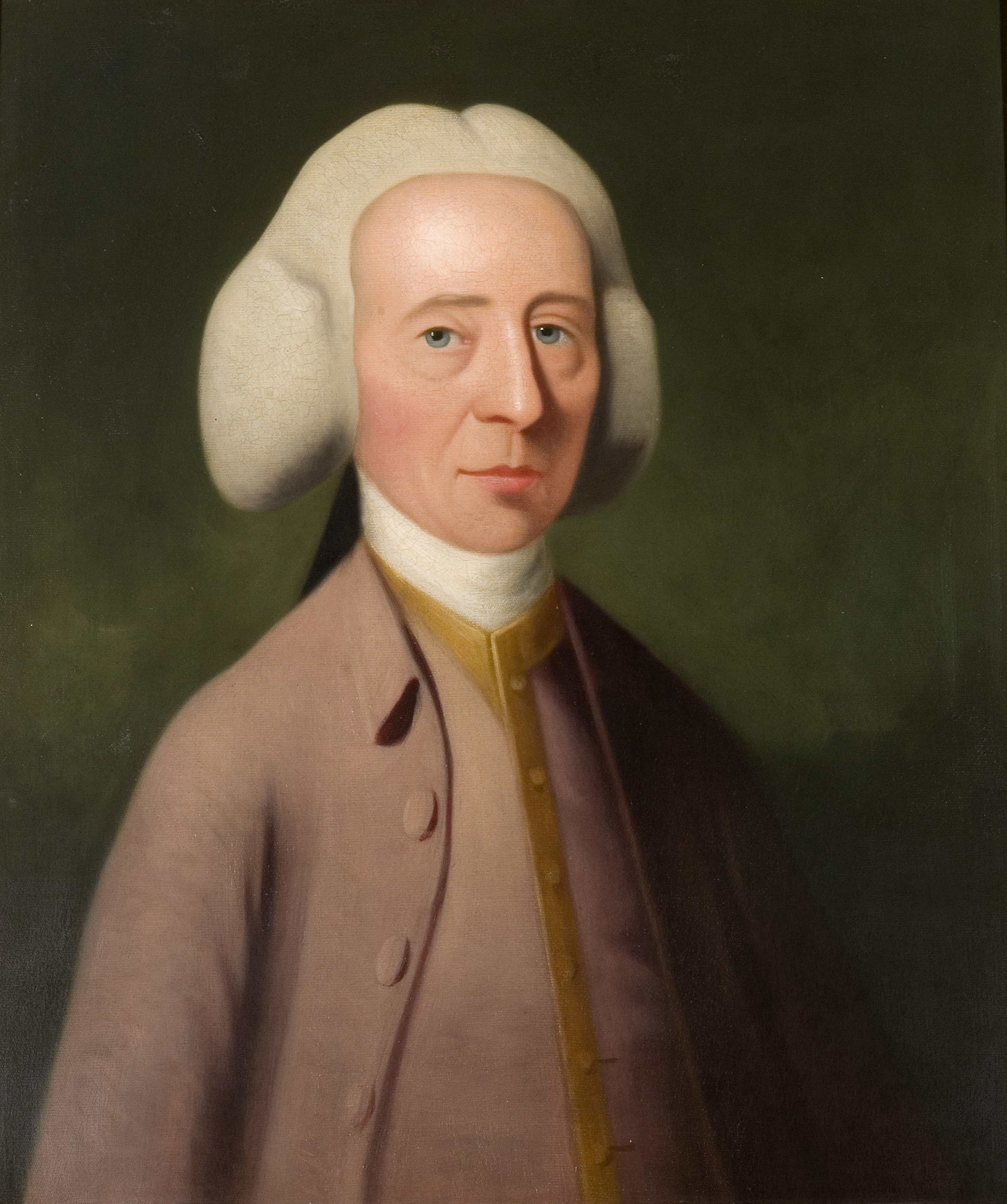
Charles Gray (1742-1755 et 1761-1780)
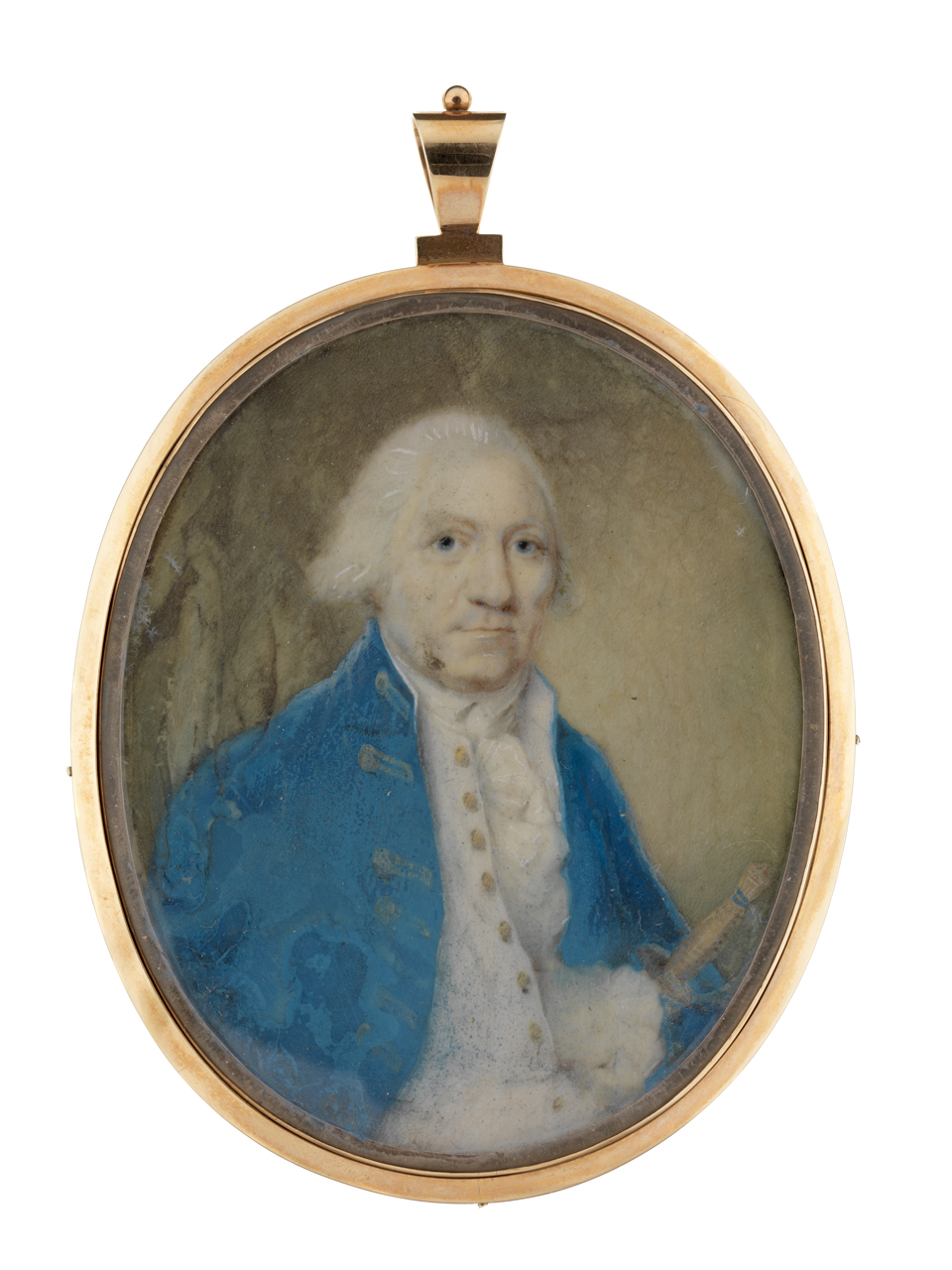
Edmund Affleck (1782-1788)
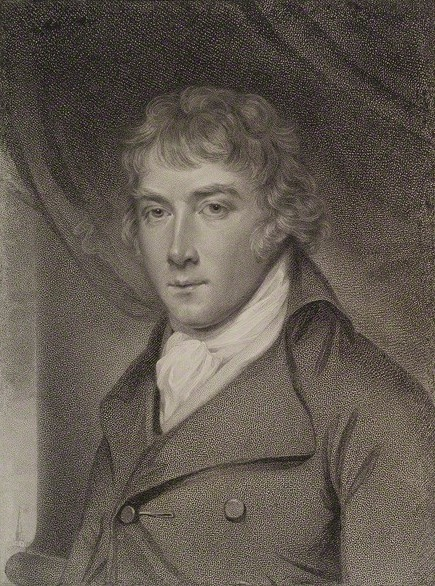
George Tierney (1788-1790)
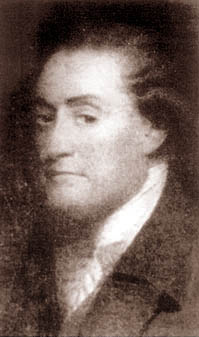
George Jackson (1790-1796)
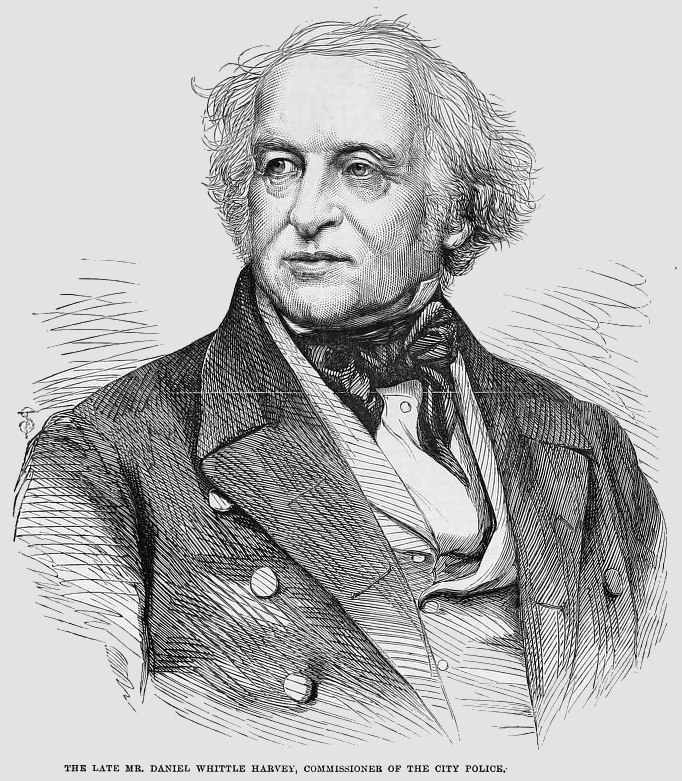
Daniel Whittle Harvey (1818-1820 et 1826-1835)
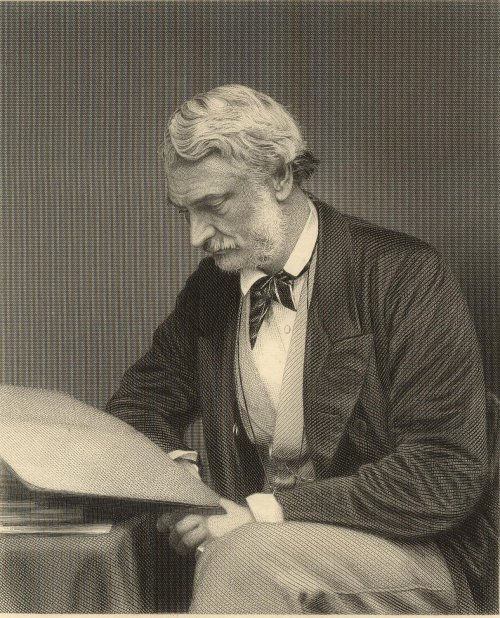
John Manners (1850-1857)
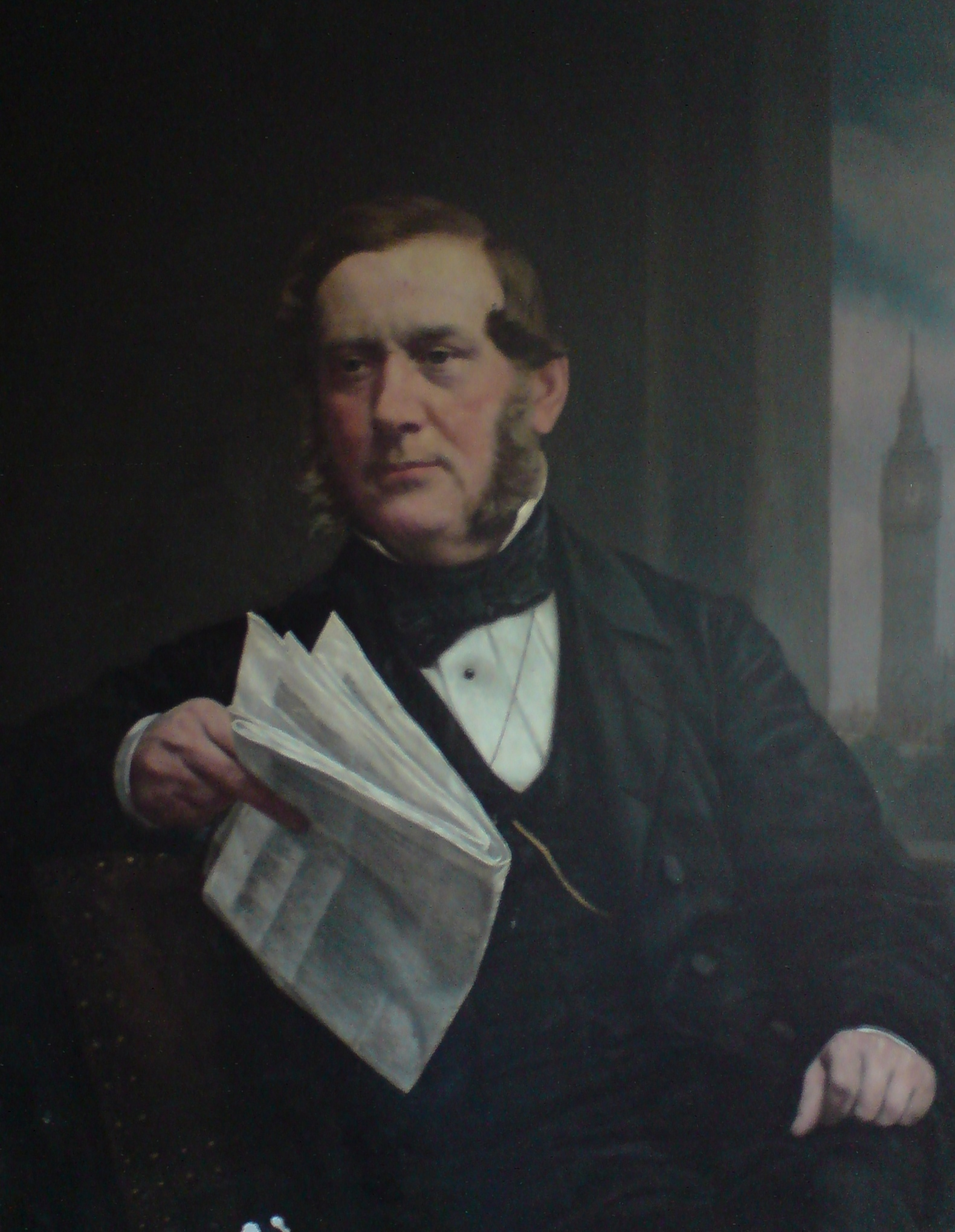
Taverner John Miller (1857-1867)
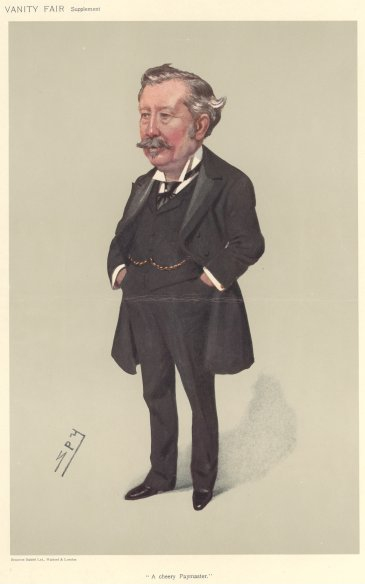
Richard Causton (1880-1885)
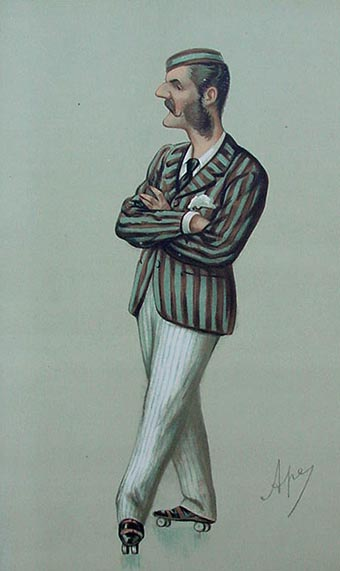
Herbert Mackworth-Praed (1874-1880),
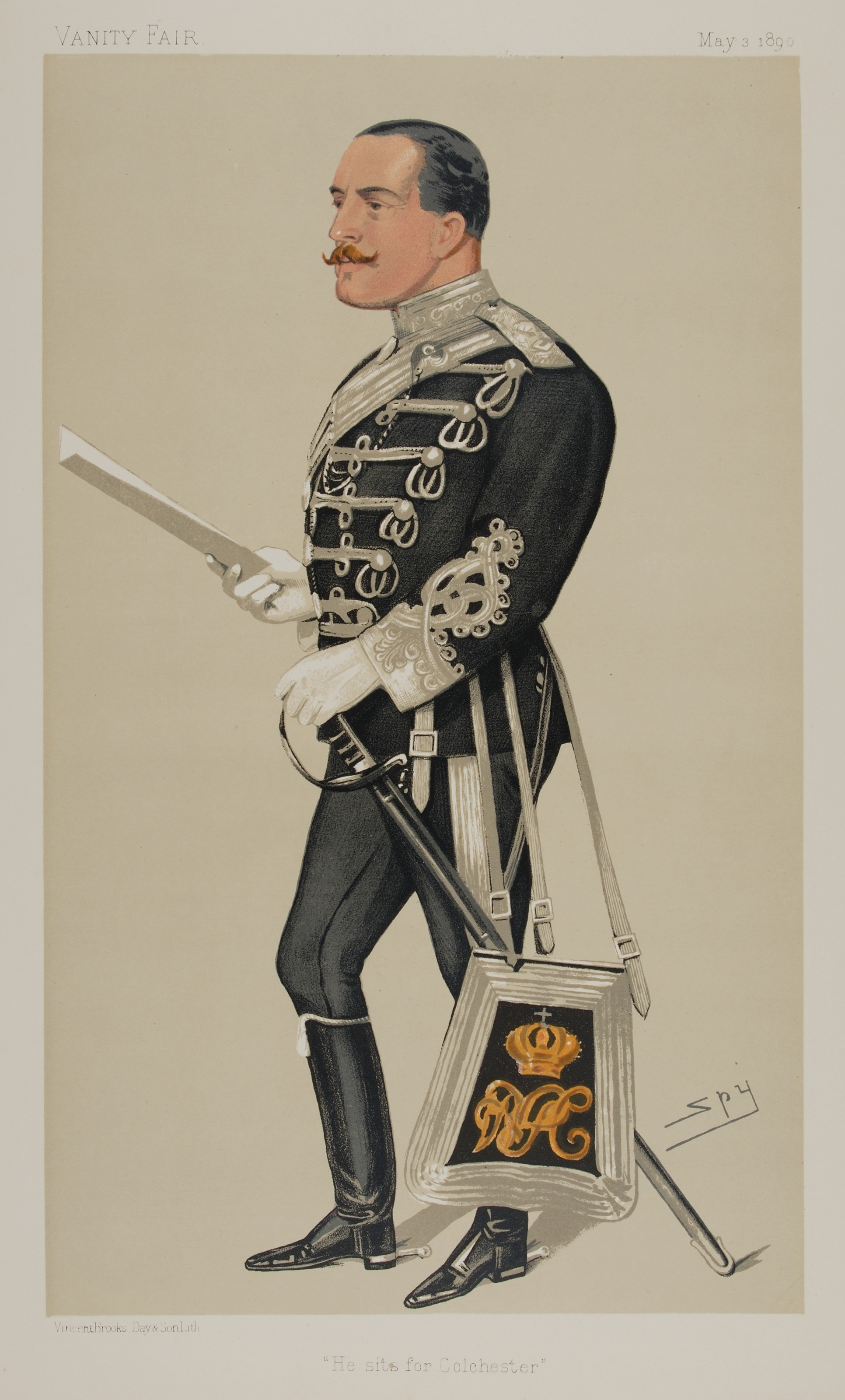
Francis Greville, Lord Brooke (1888-1892), caricature de Leslie Ward (Vanity Fair)
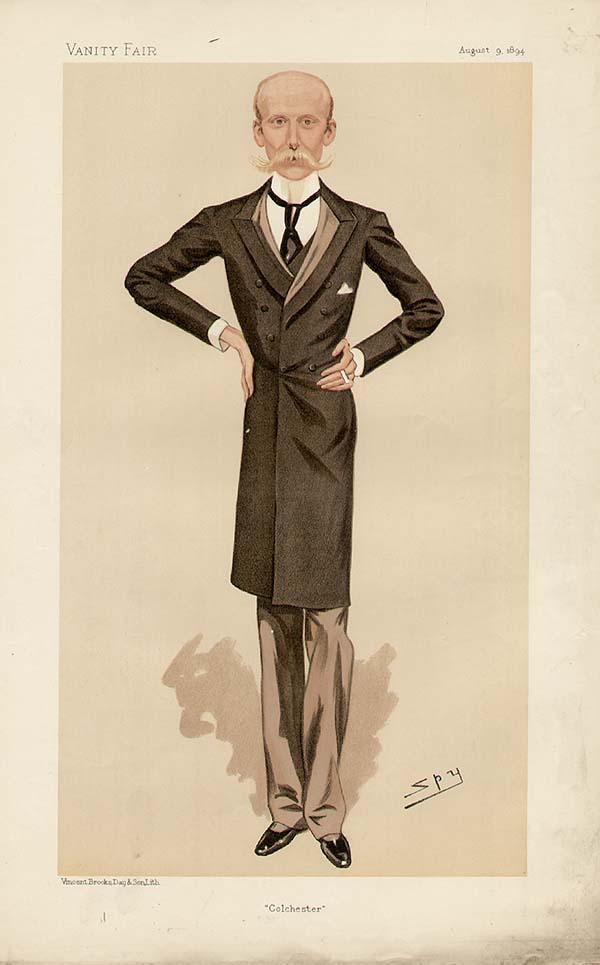
Herbet Naylor-Leyland (1892-1895), caricature de Leslie Ward (Vanity Fair)
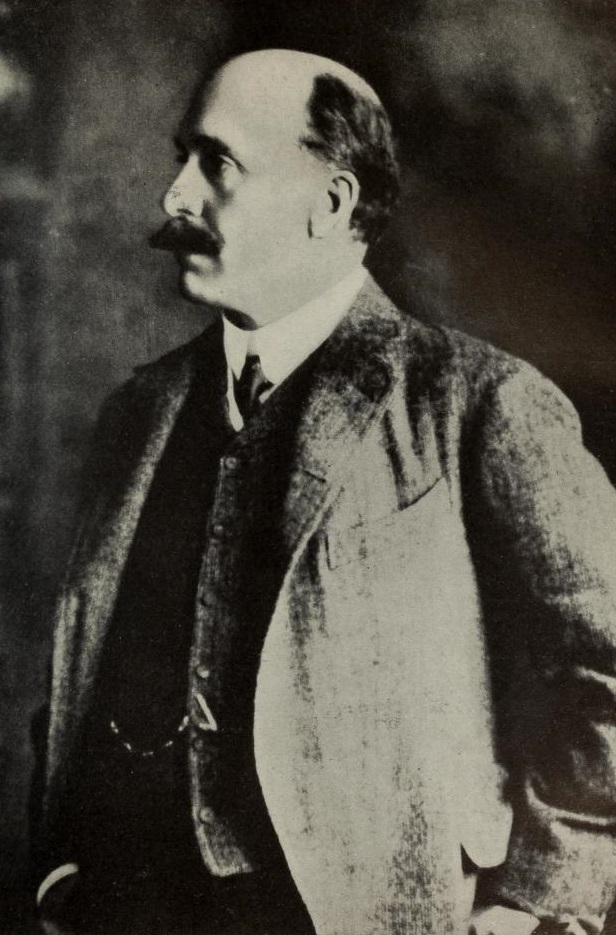
Weetman Pearson (1895-1910)
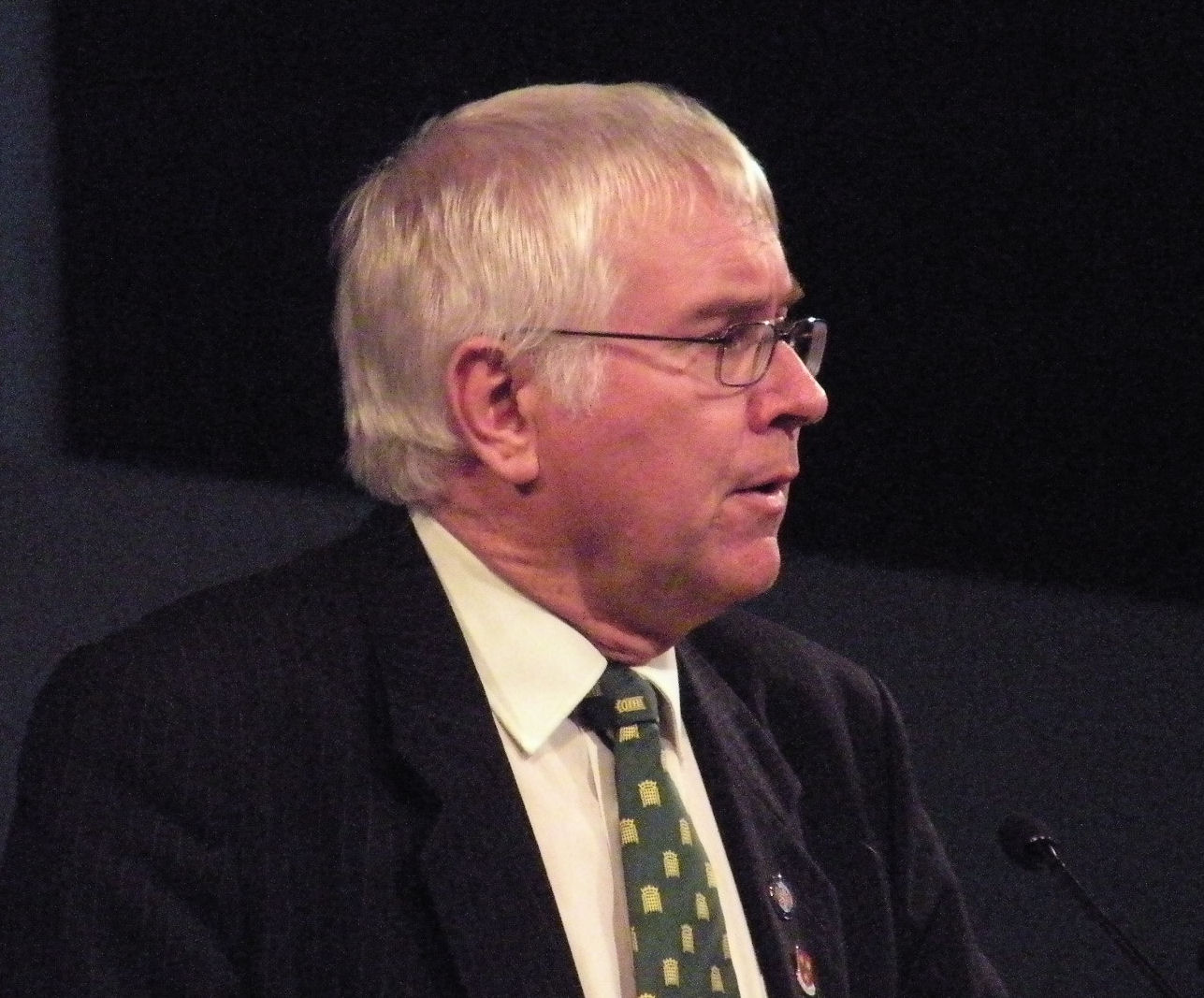
Bob Russell (1997-2015)
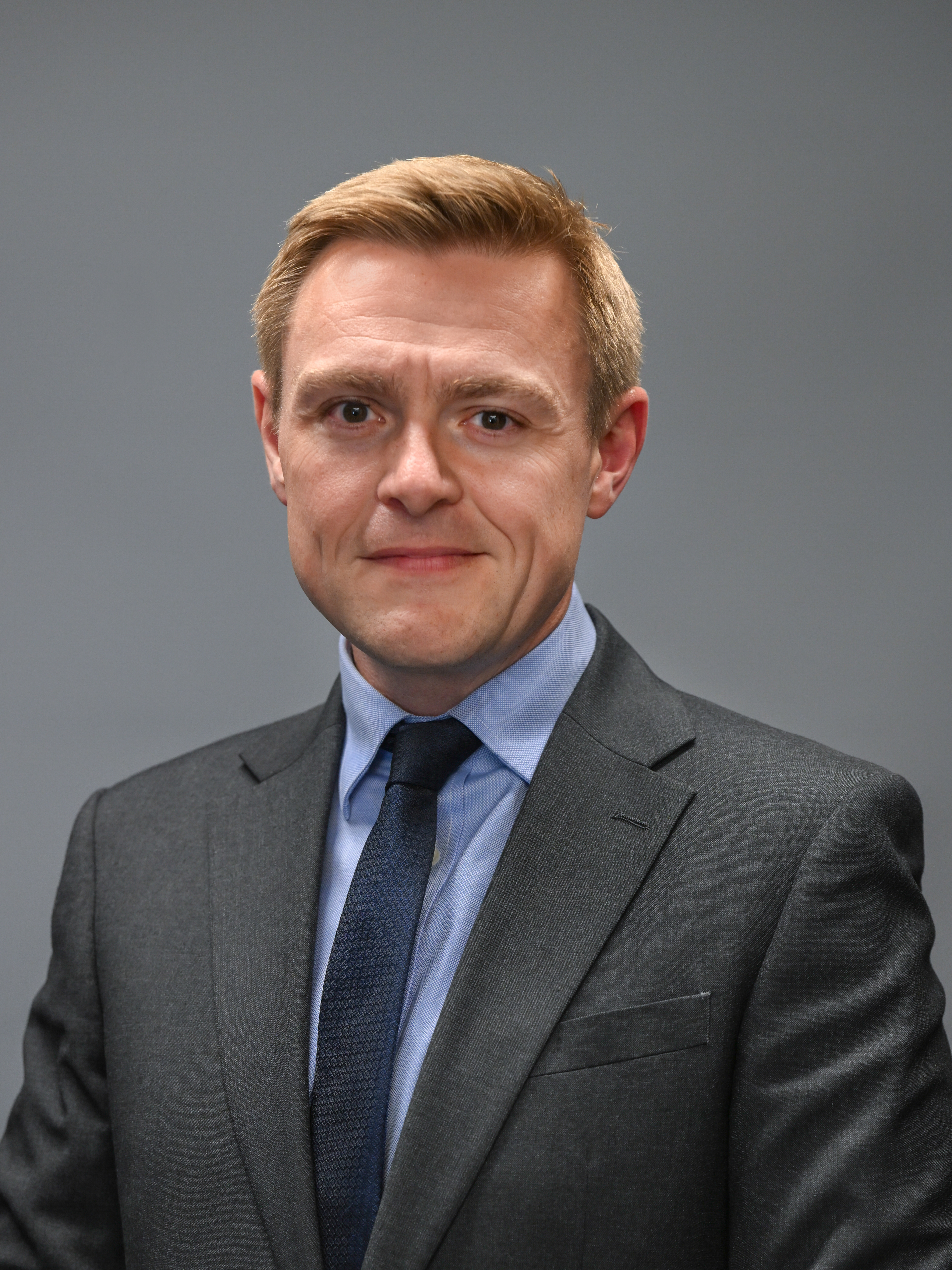
Will Quince (2015-2024)
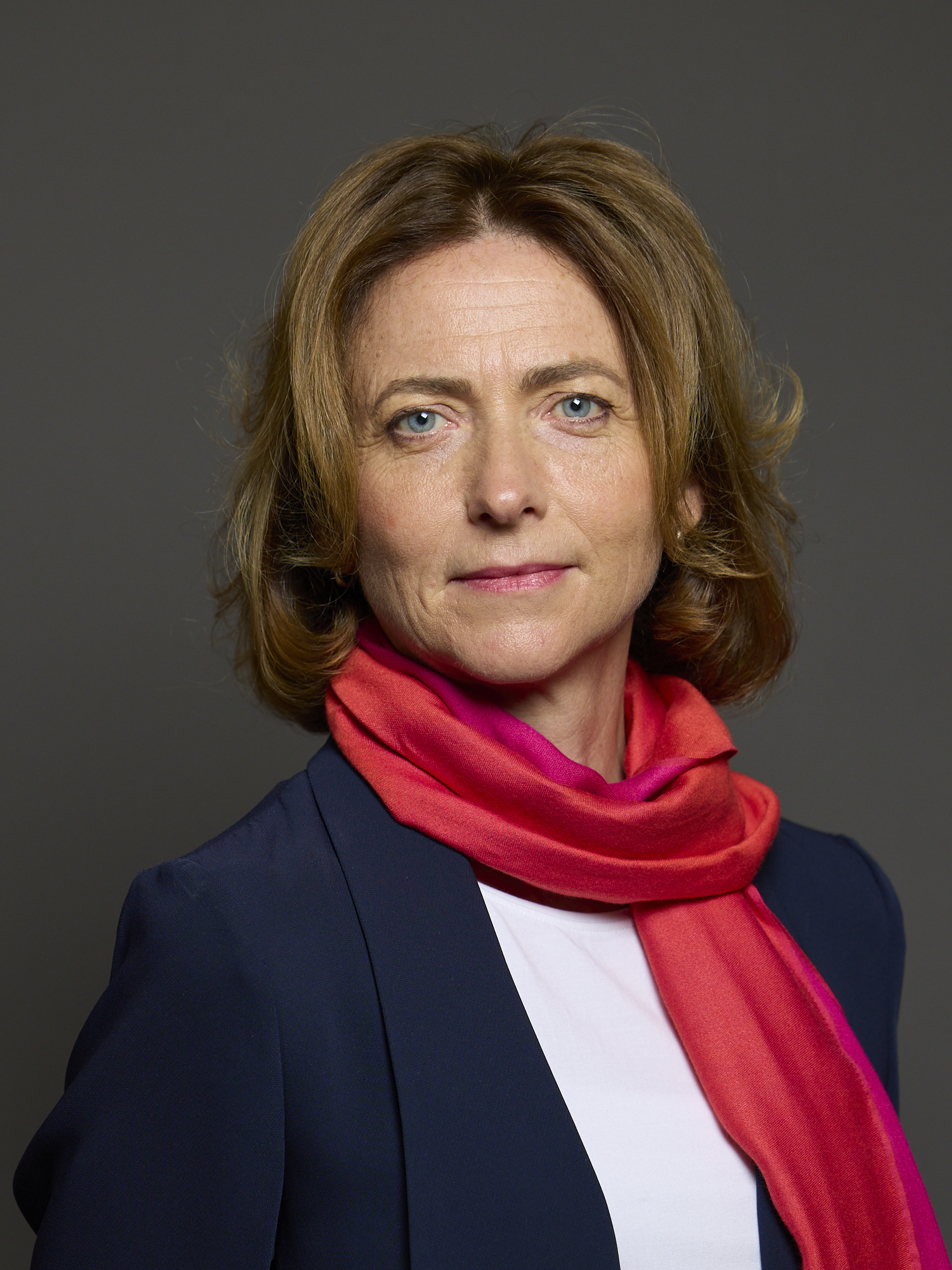
Pam Cox (2024-en cours)